# Zahra Ahmadi
Zahra Ahmadi, född 1982, är en brittisk skådespelare.
Ahmadi har bland annat medverkat i TV-serierna Bortom paradiset och The Bay.

## Filmografi (i urval)
- 2022 – The Bay (TV-serie)
- 2023–2024 – Bortom paradiset (TV-serie)